# 三院制議會
1984年至1994年的南非共和國議會（英語：Parliament of the Republic of South Africa），又稱三院制議會（Tricameral Parliament），是基於1983年南非憲法設立的三院制立法機構，該機構給予有色人與印度裔有限的政治發言權。然而大多數非裔人口仍被排除在外，在名義上由「班圖斯坦」政府代表他們的利益，非裔人民是這些班圖斯坦的正式公民。由於班圖斯坦在政治上起不了作用，其作用主要是鞏固南非白人的政治地位（或更具體而言，是執政黨南非國民黨的權力，該黨主要被阿非利卡人社群支持）。

## 歷史
種族三院制議會可追溯至1981年，當年南非參議院被「總統委員會」取代，該機關是由60名白人、有色人、印度裔與華裔組成的諮詢機關。
應總理彼得·威廉·波塔的要求，總統委員會在1982年對憲法與政治改革的提出建議，其中包括在白人、有色人與印度裔社群間進行「權力共享」。國民黨右翼對此建議相當不滿，以安德里斯·特魯尼希特（時任部長兼川斯瓦省議員領袖）為首的一群議員成立保守黨為保衛原始的種族隔離。
然而，波塔贊成總統委員會的建議；1983年，國民黨政府實施新的憲法制度。

## 架構

### 議院
三院制議會由三個獨立的議院組成：
- 由178名議員（白人）組成的民議院（英语：House of Assembly of South Africa）（字面上意思為「議院」，字面意思為「人民委員會」），是實際上已有的一院制議會。
- 85名議員（有色人）組成的眾議院（英语：House of Representatives of South Africa）。
- 45名議員（印度裔）組成的代議院（英语：House of Delegates of South Africa）。

在原本的提案中，白人議院被稱作「議院」（英語：Assembly），印度裔議院則被稱為「代表院」（英語：Chamber of Deputies）。參議院則在1981年便被廢除。
這三個議院有權處理該議院代表群體的「自我事務」（英語：own affairs），如教育、社會福利、住房、地方政府、藝術、文化和休閒。
而國防、財政、外交政策、司法、交通、人力、內政與農業等「共同事務」（英語：general affairs），則需要經常設聯席委員會審議後由三個議院的批准。